# Erich Schönborn
Erich Schönborn (* 15. Mai 1886; † 11. Januar 1971) war ein deutscher Offizier, Zeitungsredakteur und Sportfunktionär. Von 1937 bis 1945 war er Fachamtsleiter Tennis im Nationalsozialistischen Reichsbund für Leibesübungen und Präsident des Deutschen Tennis Bundes.

## Leben
Schönborn war von 1901 bis 1905 als junger Leutnant in Köln stationiert, wo er als Mitglied des KFC 1899 (dem späteren VfL 99 Köln) mit dem Tennis in Berührung kam. Während dieser Zeit war er auch als Galopprennreiter bekannt. Im Ersten Weltkrieg diente er als Major im Generalstab. Nach dem Krieg gründete Schönborn 1919 einen Tennisverein in Wesel (TC Wesel). Ab 1920 arbeitete er als Sportredakteur bei der Deutschen Allgemeinen Zeitung.
1937 verlor der Deutsche Tennis Bund mit der Eingliederung in den Nationalsozialistischen Reichsbund für Leibesübungen (NSRL) und der damit vollständigen Gleichschaltung seine Selbständigkeit. Schönborn wurde von Reichssportführer Hans von Tschammer und Osten zum Leiter des neugeschaffenen Fachamts Tennis ernannt. Er blieb dies bis zum Ende des Zweiten Weltkriegs.
Nach dem Krieg arbeitete Schönborn in Wesel als Zeitungsredakteur.